# Antonio Robles Berengui
Antonio Robles Berengui (Cehegín (Murcia) 21 de enero de 1979) es un jugador de fútbol español que juega como defensa en el CF Lorca Deportiva.

## Trayectoria deportiva
Comenzó a jugar al fútbol en las categorías inferiores del Cehegín CF pasando por todas sus categorías hasta debutar con dieciséis años en Tercera División. Estuvo dos temporadas en el Real Murcia juvenil en División de Honor. En la temporada 1998-99 vino de la mano de Julio César Cardozo al Lorca CF. Con la desaparición del Lorca CF en 2002, Robles fichó por el recién fundado Lorca Deportiva CF, donde fue capitán hasta 2008, cuando fichó por el CF Badalona.
En agosto de 2012 ficha por el UCAM Murcia Club de Fútbol. Posteriormente vuelve a Lorca fichando por el CF Lorca Deportiva.

## Clubes
| Equipo             | Temporada | División              | Edad | PJ | PT | PC | PS | Minutos | Amarillas | Rojas | Goles |
| ------------------ | --------- | --------------------- | ---- | -- | -- | -- | -- | ------- | --------- | ----- | ----- |
| Lorca CF           | 1998/99   | Tercera División      | 19   |    |    |    |    |         |           |       |       |
| Lorca CF           | 1999/00   | Segunda División B    | 20   | 14 | 13 | 9  | 1  | 950     | 5         |       |       |
| Lorca CF           | 2000/01   | Tercera División      | 21   |    |    |    |    |         |           |       |       |
| Lorca CF           | 2001/02   | Tercera División      | 22   |    |    |    |    |         |           |       |       |
| Lorca Deportiva CF | 2002/03   | Tercera División      | 23   |    |    |    |    |         |           |       |       |
| Lorca Deportiva CF | 2003/04   | Segunda División B    | 24   | 40 | 38 | 36 | 2  | 3532    | 9         | 1     |       |
| Lorca Deportiva CF | 2004/05   | Segunda División B    | 25   | 42 | 41 | 35 | 1  | 3553    | 10        | 2     |       |
| Lorca Deportiva CF | 2005/06   | Segunda División      | 26   | 38 | 38 | 38 | 0  | 3420    | 8         |       |       |
| Lorca Deportiva CF | 2006/07   | Segunda División      | 27   | 29 | 28 | 27 | 1  | 2535    | 14        |       |       |
| Lorca Deportiva CF | 2007/08   | Segunda División B    | 28   | 31 | 30 | 29 | 1  | 2682    | 12        | 1     |       |
| CF Badalona        | 2008/09   | Segunda División B    | 29   | 36 | 36 | 36 | 0  | 3240    | 10        |       | 2     |
| CF Badalona        | 2009/10   | Segunda División B    | 30   | 31 | 30 | 25 | 1  | 2616    | 12        | 1     | 3     |
| CF Badalona        | 2010/11   | Segunda División B    | 31   | 40 | 40 | 38 | 0  | 3579    | 7         |       | 2     |
| CF Badalona        | 2011/12   | Segunda División B    | 32   | 12 | 12 | 11 | 0  | 1056    | 6         | 1     |       |
| UCAM Murcia CF     | 2012/13   | Segunda División B    | 33   | 5  | 5  | 4  | 0  | 424     | 2         |       |       |
| Águilas FC         | 2012/13   | Tercera División      | 33   |    |    |    |    |         |           |       |       |
| CF Lorca Deportiva | 2012/13   | Primera Autonómica    | 33   |    |    |    |    |         |           |       |       |
| CF Lorca Deportiva | 2013/14   | Primera Autonómica    | 34   |    |    |    |    |         |           |       |       |
| CF Lorca Deportiva | 2014/15   | Preferente Autonómica | 35   |    |    |    |    |         |           |       |       |
| CF Lorca Deportiva | 2015/16   | Tercera División      | 36   |    |    |    |    |         |           |       |       |

## Palmarés

### Campeonatos nacionales
| Título           | Club               | País   | Año     |
| ---------------- | ------------------ | ------ | ------- |
| Tercera División | Lorca Deportiva CF | España | 2002/03 |